# Mysidella orientalis
Mysidella orientalis är en kräftdjursart som beskrevs av Murano 2002. Mysidella orientalis ingår i släktet Mysidella och familjen Mysidae. Inga underarter finns listade i Catalogue of Life.